# Mimotettix
Mimotettix — рід цикадок із ряду клопів.

## Опис
Цикадки розміром 5—6 мм. Стрункі, веретеновідні, з широкою тупокутною виступаючою головою. Перехід обличчя в тім'я згладжений. Найчастіше темно-бурого кольору. На території колишнього СРСР 1 вид.
- Mimotettix kawamurae Mats.